# Tytthoscincus perhentianensis
Espèce
Synonymes
- Sphenomorphus perhentianensis Grismer, Wood & Grismer, 2009

Tytthoscincus perhentianensis est une espèce de sauriens de la famille des Scincidae.

## Répartition
Cette espèce est endémique du Terengganu en Malaisie péninsulaire. Elle se rencontre sur Perhentian Besar dans les îles Perhentian.

## Description
Le mâle holotype mesure 30,0 mm de longueur standard et 39,1 mm de queue.

## Étymologie
Son nom d'espèce, composé de perhentian et du suffixe latin -ensis, « qui vit dans, qui habite », lui a été donné en référence au lieu de sa découverte, les îles Perhentian.

## Publication originale
- Grismer, Wood & Grismer, 2009 : A New Insular Species of Skink of the Genus Sphenomorphus Strauch 1887 (Squamata: Scincidae) from Pulau Perhentian Besar, Terengganu, Peninsular Malaysia. Tropical Life Sciences Research, vol. 20, no 1, p. 51–69 (texte intégral).